# Partido Revolucionário do Proletariado
O Partido Revolucionário do Proletariado foi uma organização política socialista revolucionária portuguesa, nascida na clandestinidade em setembro de 1973, ainda sob regime fascista. Juntou ex-membros da CDE e outros anti-fascistas e anti-capitalistas a membros das BR. Em face da então fraude eleitoral recorrente em Portugal e do golpe anti-democrático de Pinochet no Chile, o PRP defendia a revolução socialista e a ditadura do proletariado (retirado do seu manifesto constitutivo de 1973).
Terminou a atividade até 1978, com a prisão da maioria dos seus dirigentes, entre os quais Isabel do Carmo e Carlos Antunes. Estes viriam a se transferir para a Organização Unitária dos Trabalhadores que estaria na génese da formação do Projecto Global, liderado por Otelo Saraiva de Carvalho, que incluía as Forças Populares 25 de Abril e a Força de Unidade Popular. O partido viria então a ser declarado extinto apenas em 5 de junho de 1980 .
Politicamente esteve muito ativo durante o PREC Durante este período, o PRP confundiu-se com as Brigadas Revolucionárias, funcionando estas de forma articulada e organizada recebendo apoio financeiro e dando-lhe cobertura politica. Nunca concorreu a qualquer eleição legislativa ou autárquica, tendo no entanto apoiado Otelo Saraiva de Carvalho nas duas eleições presidenciais.  

## O período clandestino durante a ditadura
Nasceu, em setembro de 1973 de uma cisão na Frente Patriótica de Libertação Nacional (FPLN) e dava fundamental importância à luta armada. Surge no final do marcelismo, três anos depois da criação das Brigadas Revolucionárias (BR), grupo armado com o qual se articulava ideológica e organicamente, uma vez que muitos dos seus membros eram já militantes deste grupo terrorista. O PRP-BR não era uma organização política que tinha um braço armado, nem tão pouco um aparelho militar que tinha um braço político. Buscava uma nova síntese entre a luta política e a luta armada, tal como entre a luta legal e a luta clandestina. Os militantes das Brigadas Revolucionárias estavam enquadrados no PRP, mas nem todos os militantes do PRP participavam nas actividades das BR.
Durante o último período do Estado Novo desenvolveu atividade de sabotagem de retaguarda contra objetivos militares portugueses, para favorecer a luta dos movimentos independentistas das então colónias portuguesas. Num desses atentados, dois militantes seus perderam a vida no manuseamento dos explosivos. 
Para a sua infraestrutura clandestina aproveitava as suas ligações com sectores dos católicos progressistas.

## Durante o PREC
Depois da revolução dos cravos passou a ter atividade pública. Publicava os jornais Revolução, dirigido por Isabel do Carmo, e Página Um por Jorge Fagundes, também ele advogado dos dirigentes Isabel do Carmo, Carlos Antunes e Fernanda Fráguas, posteriormente detidos. em Junho de 1978.
A ideologia do Partido Revolucionário do Proletariado pode ser caracterizada como comunista de esquerda - corrente socialista revolucionária veementemente antiparlamentarista e anti-marxista-leninista. Defendia a organização autónoma da população, em assembleias e comissões de trabalhadores e de moradores, como a forma mais legítima e autêntica da luta de classes. Este tipo de organizações autónomas teve um papel social extraordinariamente ativo durante o Processo Revolucionário em Curso (PREC), responsável por uma onda maciça de greves e ocupações. Foi na convergência em assembleias populares de comissões de trabalhadores, moradores e os militares mais à esquerda do Movimento das Forças Armadas (MFA), que estas formas de organização mais se aproximaram da dualidade de poderes, efetivamente contestando e desafiando as estruturas do poder do Estado durante os governos provisórios.
O PRP porém, ao contrário de outras correntes socialistas libertárias como o anarco-sindicalismo ou o conselhismo que não consideram necessária a constituição de um partido político, defendia que a simples organização autónoma dos trabalhadores não era suficiente para a tomada do poder e a constituição da ditadura do proletariado. Como tal, defendia que a existência de um partido era imprescindível para a organização dos trabalhadores e militantes mais politicamente ativos, muito embora o PRP reconhecesse e aceitasse a desconfiança que a classe operária terá nos partidos políticos, e até criticando partidos leninistas que, segundo o PRP, acreditam no "milagre" dos trabalhadores aceitarem um partido único de vanguarda. 
Seguindo a sua linha antiparlamentarista, não se apresentou às eleições de 25 Abril de 1975 para a Assembleia Constituinte, tendo defendido a abstenção ou o voto nulo e participado na campanha com o slogan: "A arma é o voto do Povo".
O partido exercia alguma influência em algumas empresas como a Lisnave (um dos baluartes da luta revolucionária dos trabalhadores), e no processo das operações do Serviço de Apoio Ambulatório Local (SAAL). Tinha influência também nos sectores militares revolucionários, nomeadamente junto do COPCON, muito devido à ligação que o PRP mantinha com Otelo Saraiva de Carvalho. Os seus contactos no COPCON serviram-lhe também para organizar um pequeno destacamento militar vinculado ao partido, que participou em ações de consciencialização cívico-revolucionária no distrito de Bragança durante o verão de 1975. 
Durante 1974 e 1975, foi responsável pela organização dos Conselhos Revolucionários de Trabalhadores, Soldados e Marinheiros (CRTSM), uma das primeiras tentativas de união entre as organizações autónomas de trabalhadores e os militares do MFA, visando a articulação nacional das comissões de trabalhadores e a sua potencial preparação para a autodefesa armada da revolução. O PRP favorecia a decisão democrática no seio destes e criticava o PCP e os seus Comités da Defesa da Revolução, que dizia serem controlados por militantes do partido e não eram responsáveis ante assembleias de trabalhadores.
Os CRTSM chegaram a ser alardeados por Christopher Reed, jornalista do The Guardian em visita a Portugal em 1975, como o potencial "nascimento de sovietes". O próprio Otelo Saraiva de Carvalho considerava-os, juntamente com as comissões de moradores, a essência da revolução portuguesa, comparando-os também com os sovietes russos de 1917. No entanto, os CRTSM tinham um carácter político e teórico, desligados da realidade das principais lutas económicas do seu tempo, além das dificuldades que enfrentaram com a deficiente coordenação local e regional das comissões de trabalhadores, com a agudização da luta político-partidária entre a classe operária e a excessiva concentração dos Conselhos em Lisboa.
Durante o Verão Quente de 1975, o PRP apoiou inicialmente o Documento Guia da Aliança Povo-MFA e o Documento do COPCON, dois documentos que defendem que o rumo da revolução portuguesa siga pelo caminho do socialismo revolucionário puramente alicerçado na democracia direta e popular, e não um regime representativo como aquele se encontrava em redação na Assembleia Constituinte.  
No final de Agosto de 1975, o PRP integrou a Frente de Unidade Revolucionária junto com outros partidos de esquerda. Foi criada essencialmente para apoiar o V Governo Provisório de Vasco Gonçalves, após cuja queda serviu principalmente para a convocação de manifestações e a tomada de algumas posições conjuntas.
Participou também na organização da Soldados Unidos Vencerão (SUV), uma organização de soldados revolucionários, constituída em Agosto de 1975, que se descrevia como "uma frente unitária anticapitalista e anti-imperialista" contra aquilo que considerava ser a crescente deriva antidemocrática do MFA, nomeadamente o chamado Grupo dos Nove. Os SUV eram então grupos de militares que atuavam no interior dos quartéis com vista a promover a auto-organização política dos militares. A organização será particularmente ativa nos últimos meses no PREC, numa altura em que a hierarquia militar e o MFA se encontravam em avançado estado de deterioração.  Atuaram sob a direção de Ferreira Fernandes, Manuel Resende, José Carvalho e Heitor de Sousa, entre outros. Tratava-se de uma organização clandestina no interior das Forças Armadas e incluía, não só soldados como também alguns graduados.
Em 1975 o PRP tentou criar uma Escola de Cultura Proletária alternativa ao ensino burguês. Para tal ocupou, em conjunto com a LUAR, uma moradia em Cacilhas, mas acabou por ser em Lisboa, num solar igualmente ocupado na Av. 5 de Outubro, que concretizou a Universidade Proletária Ernesto e Luis, assim designada em homenagem aos seus dois militantes operários mortos numa Ação armada antes do 25 de Abril. Até 1977 aí organizou debates públicos, cursos livres e uma livraria de temáticas anticapitalistas.
Com a radicalização e dirigismo cada vez maior da extrema esquerda tendo em vista a conquista do poder, a seguir a 1975, com o apoio e proteção do Copcon liderado por Otelo Saraiva de Carvalho, o PRP/BR colocou se ao lado deste, tendo conquistado um protagonismo e influência cada vez maiores. O documento “Autocrítica revolucionária do COPCON e Proposta de Trabalho para um Programa Político” que mais não era que a resposta ao Documento do Grupo dos Nove, publicado a 13 de Agosto de 1975. e teve a participação bastante forte do PRP/BR através de Isabel do Carmo e Carlos Antunes. Ao mesmo tempo, o PRP/BR defendia junto do Copcon que a forma de reforçar a Aliança Povo/MFA seria necessário constituir um grande exercício formado por militares e por membros das organizações populares de base (comissões de trabalhadores, de moradores, etc) devendo este constituir este um enorme exército revolucionário.
É estabelecido então um plano para entrega de mais de 10.000 metralhadoras G3 à população. O primeiro lote, constituído por 1000 G3, foi desviado pelo capitão Álvaro Fernandes e foi entregue pela Polícia Militar a Isabel do Carmo e Carlos Antunes do PRP/BR, o que foi publicamente denunciado pela imprensa afeta as forças democráticas do PS, PSD e CDS, o que faria abortar o resto da operação. Otelo não mostrou grande preocupação, atendendo a que "as armas encontravam-se à esquerda"
Com a crescente tensão e polarização e violência crescente que se caracterizaram as semanas antes do 25 de Novembro, levam as Brigadas Revolucionárias a retornar a clandestinidade. Com esta decisão, o PRP pretendia preservar a estrutura militar e os paióis de armamento de que dispunha. Ao mesmo tempo, começou a apelar à insurreição armada como forma de os trabalhadores tomarem o poder, continuando a defender a urgente criação de um exército revolucionário, que articulasse os militares revolucionários e os civis armados organizados nas estruturas do poder popular.
Em 23 de outubro de 1975, as Brigadas Revolucionárias anunciam o seu regresso à clandestinidade separando-se, pelo menos em termos oficiais, do PRP. Sobre os acontecimentos de 25 de novembro de 1975, o PRP recusa as acusações de alguns jornais de ter supostamente apoiado as movimentações dos para-quedistas. Além disso, o partido diz que não apoia "golpes militares de esquerda", afirmando que "não é com conspirações armadas que os trabalhadores tomam o poder".
Após o 25 de Novembro de 1975, .0 PRP; através do seu Secretariado Político, em comunicado datado de 30 de Novembro de 1975 e com o título "Desmascaramento do golpe de 25 de Novembro", declara expressamente que mantêm firmemente todas a propostas feitas no  "Manifesto Contra a Guerra Civil, Insurreição Armada"  e acrescentam "A insurreição tem todas as possibilidades de levar ao poder os trabalhadores de uma forma unitária e revolucionária, sem equívocos, nem  ambiguidades. Hoje como ontem dizemos: Unir, Organizar; Armar para a Revolução Socialista".
O PRP/BR não era uma organização política que tinha um braço armado, nem tão pouco um aparelho militar que tinha um braço político. Os militantes das Brigadas Revolucionárias estavam enquadrados no PRP, mas nem todos os militantes do PRP participavam nas atividades das BR. Na pratica, não existiam muitas fronteiras entre os dois grupos, nem politicas nem humanas. A apresentação pública em conferência de imprensa da passagem à clandestinidade das BR, com dirigentes conhecidos do PRP-BR de cara descoberta e militantes do PRP-BR encapuçados é demonstrativo disso mesmo.

## Após o PREC
O movimento militar de 25 de Novembro trava drasticamente a radicalização crescente e  avanço do processo revolucionário e significa a derrota do projeto político da esquerda radical. Ainda assim, esta ensaia um novo “braço de ferro” nas eleições presidenciais de 1976, onde Otelo concorre, com o apoio do PRP bem como do MES, da UDP, etc, conseguindo quase 16,5% dos votos. Em 1980, tentando recriar esse resultado, o Movimento de Esquerda Socialista (MES), Organização Unitária de Trabalhadores (OUT), Partido Comunista (marxista-leninista), Partido Comunista (Reconstruído) (PC(R)), Partido Revolucionário do Proletariado (PRP), Unidade Comunista (UC) e União Democrática Popular (UDP) assinam acordo político que constitui a Força de Unidade Popular (FUP) idealizada e fundada por Otelo Saraiva de Carvalho.
Com o fim do PREC, a atividade das organizações autónomas e forças de luta popular abrandou, e como consequência também a atividade política do PRP. No entanto, este após o 25 de Novembro, mantém-se, fiel à ideia do confronto armado com o poder. Em 1976, e na sequência da campanha eleitoral de Otelo, apoiada nos Grupos Dinamizadores de Unidade Popular (GDUP),  dinamizados por elementos do PRP, surge o Movimento de Unidade Popular (MUP). O próprio Otelo, que pela sua condição de militar, nunca pertenceu ao partido, no seu manuscrito "Curta História"  escreve que: : "... Havia sim que aproveitar o balanço possibilitado pelas eleições recentes, para aglutinar o maior número possível de bons companheiros, revolucionários, à volta de um projeto político mobilizador que mantivesse permanentemente viva a chama da Revolução Socialista, criando-se uma organização política dinâmica — o MUP,  Movimento de Unidade Popular em aproveitamento da sigla GDUP que alcançara inegável êxito na campanha — de tipo quase frentista, à custa dos militantes e quadros das organizações políticas que haviam apoiado a campanha, dos elementos «independentes» e de todos aqueles que, despartidarizados, haviam aderido aos GDUP".
Aquando das eleições legislativas de 1976, o PRP procurou junto dos partidos que constituíram a FUR, a criação de uma candidatura conjunta "num amplo movimento" alicerçado no Poder Popular e nos militares de esquerda saneados das forças armadas após o golpe de 25 de novembro. Os partidos recusaram, decidindo apresentar-se a eleições sozinhos, e o PRP decidiu não participar nas eleições, que denomina de "farsa burguesa", advogando a abstenção ou o voto nulo.
Entretanto, a  21 de Março de 1978, no decorrer de uma operação policial e consequente troca de tiros com os terroristas, veio a morrer o agente da Polícia Judiciária Jorge Augusto Carvalho. Durante o tiroteio ficaram gravemente feridos mais dois agentes da PJ: António do Nascimento Tomé Afonso e Agostinho Jesus Luís da Silva, saindo ileso o subinspetor que chefiava a brigada, António Barros. Nesta operação foram presos um número importante de operacionais da organização. 
No 1º Congresso da OUT (Organização Unitária dos Trabalhadores) na Marinha Grande de 8 e 9 de Abril de 1978, que marca o nascimento desta, a questão da violência política foi colocada de forma muito clara por Mouta Liz, membro dirigente da OUT e mais tarde fundador das FP25. Na sua intervenção, fez claramente o apelo à luta armada: “é necessário que tenhamos a coragem de afirmar que à violência só com a violência se pode responder e que para isto é preciso ter armas e organização”. Os principais documentos aprovados tinham menções expressos à utilização da violência revolucionária, à necessidade de armar os trabalhadores e de formar um exército revolucionário popular”  
Pedro Goulart  em nome da direção do PRP, apresenta um discurso muito claro sobre a possível dissolução do PRP e a posterior integração deste na Organização Unitária de Trabalhadores:
- «... Contra as calúnias e o ódio partidário e sectário, o PRP quer aqui afirmar que os seus militantes participantes da nova Organização têm o dever de se sujeitar às decisões democráticas tomadas no' seio desta, respeitar a sua autonomia política e levar à prática a orientação aqui traçada...»[32]
- «... O PRP reafirma hoje, como já o fizera a propósito do MUP que, se este projeto for para à frente, está disposto a dissolver-se nele quando isso for considerado justo, contribuindo assim, seriamente “pare a unificação dos trabalhadores e revolucionários portugueses, para a vitória do socialismo e Poder dos trabalhadores».[32]

Neste congresso, o PRP admitiu pois  estar disposto a dissolver-se na OUT e deu claras instruções aos seus militantes para participarem na nova Organização e acatarem as decisões do congresso. Na prática, quase que já havia uma fusão das duas organizações.
Por coincidência ou não, a prisão de Carlos Antunes e Isabel do Carmo e Fernanda Fráguas, Guinote dos Santos, entre outros, viria a ocorrer poucos meses depois, em Junho desse ano. Nesta operação policial, seriam ainda efetuadas buscas ás sedes do PRP e ao jornal do partido, Página Um.
Em Novembro de 1979, um grupo de militantes do PRP/BR reivindicou  a execução de José Plácido, ex-militante da Marinha Grande. Este tinha sido preso na operação policial de Março de 1978, foi assassinado nas vésperas do julgamento, onde iria depor na qualidade de dissidente e arrependido da organização. José Manuel Plácido, de 32 anos, técnico de contas de profissão e ex-tesoureiro do PRP, foi atingido mortalmente com três tiros na cabeça, enquanto saía de casa de manhã, para acompanhar a mulher ao trabalho.  No comunicado que reivindicava o atentado, foi acusado de colaborar com a polícia e ainda apropriação de fundos da organização. Uns anos mais tarde, numa reunião das Forças Populares 25 de Abril, Otelo Saraiva de Carvalho o descrever a história da sua própria organização referiu-se desta forma à morte de José Plácido: “É executado na Marinha Grande, no dia 15, um traidor que se vendera à polícia”.
Entre 1975 e 1978, o PRP  através das suas Brigadas Revolucionárias, desenvolveu atividade clandestina envolvendo-se em assaltos a bancos e carrinhas de transporte de valores que apelidavam de  "recuperação de fundos" e que serviram como principal fonte de financiamento da organização.  Foram ainda responsáveis por dezenas de atentados com explosivos em instalações militares, esquadras da polícia ou edifícios do estado e governo.

## Prisão e julgamento
Mais tarde, a 20 de Junho de 1978, viriam a ser presos a maioria dos  dirigentes do PRP/BR: Isabel do Carmo e Carlos Antunes. A solidariedade com os presos vai incluir um "manifesto a denunciar a repressão e a exigir a libertação dos presos políticos recebe o apoio de figuras como Adelino Gomes, Augusto Abelaira, Batista Bastos, Calvet de Magalhães, Emídio Santana, Fausto, Francisco Pereira de Moura, Ferreira Fernandes, Filipe Rosas, João Lavinha, José Afonso, José Fanha, Leça da Veiga, Manuel Serra, Mário Viegas, Maria do Céu Guerra, Paula Guedes, Saldanha Sanches, Viotti de Carvalho, entre outras (p.66)." Pedro Goulart seria um dos dinamizadores desse movimento.
Entretanto, após a prisão dos operacionais ocorrida em Março e dos principais dirigente ocorrida em Junho de 1978,  os réus liderados por Isabel do Carmo e Carlos Antunes exigiam para si o papel de presos políticos em contradição com a posição do Ministério Público que os considerava presos de delito comum, em virtude dos crimes pelos quais eram acusados, constarem assaltos a bancos e carrinhas de valores, atentados à bomba contra instalações militares, postos da GNR e destruição de propriedade privada. A 24 de Abril de 1979, O Presidente da República Ramalho Eanes publica a Lei n.º 74/79, relativa à amnistia de infracções de natureza política, decorrentes entre 11 de Março e 25 de Novembro de 1975, que exclui os crimes pelos quais os réus eram acusados, não apenas porque estes ocorreram já depois do 25 de Novembro de 1975, como pelo facto dela estarem excluídas infrações cometidas com emprego de bombas ou outros engenhos explosivos. Esta polémica, deu origem ao chamado "Caso PRP". 
No parlamento, em Junho de 1982 há uma moção pela libertação dos militantes do PRP. Os 29 arguidos aguardavam em prisão preventiva desde 1978. Natália Correia, deputada do PSD e escritora, vota favoravelmente, concertando a sua posição com o Presidente Eanes. Outros deputados do PSD como Helena Roseta, Nuno Rodrigues dos Santos, Amândio de Azevedo, Amélia de Azevedo, Margarida Salema, Moura Guedes e Júlio Castro Caldas abandonam o hemiciclo para não desrespeitar a vontade da direção do PSD, enquanto Francisco Sousa Tavares faltou. Natália justifica o voto "Pela democracia, pela justiça (...) pelo sacrifício de vidas dispostas a imolarem-se na luta por direitos a que a tolerância democrática não pode ser indiferente, mesmo que discorde dos seus fundamentos ideológicos." (506-507) 
O julgamento terminou com a condenação de vários dos envolvidos, incluindo dos dirigentes (Carlos Antunes, Isabel do Carmo), entre outros.

## Final das atividades
O PRP nunca concorreu a qualquer eleição legislativa ou autárquica, além do apoio nas duas eleições, 76 e 80 à candidatura presidencial de Otelo Saraiva de Carvalho.
Parte dos restantes dirigentes e militantes do PRP, entre os quais Pedro Goulart, vão participar na fundação de organizações políticas como a Organização Unitária de Trabalhadores (1978) e depois da Força de Unidade Popular (1980), Vários seriam acusados de pertencer ao Projecto Global/FP-25,  a superestrutura que englobava as FP-25, a FUP e o próprio Otelo Saraiva de Carvalho. Noronha do Nascimento, Presidente Emérito do Supremo Tribunal de Justiça, resume o desfecho do processo FUP/FP-25 de Abril a inocentados na autoria material e amnistiados (aplica-se a quem não foi condenado) na autoria moral.
O partido viria a ser dissolvido em congresso, em 5 de junho de 1980.

## Principais dirigentes
- Carlos Antunes
- Isabel do Carmo
- Pedro Goulart
- Humberto Dinis Machado
- Fernanda Fráguas

### Citações
1. 1 2 3  Goulart, Pedro (2001). Resistência. Lisboa: Edições Dinossauro. ISBN 9728165293
2. 1 2  «Facção Goulart dissolve PRP». Diário de Lisboa: p.4. 11 de junho de 1980. Consultado em 28 de março de 2022
3. ↑  «Comunicado - "Foi criado o Partido Revolucionário do Proletariado"». Consultado em 2 de Maio de 2020
4. ↑  Galiza, Rui (19 de abril de 2014). «Sobre o PRP-BR e as FP25 de Abril». Contributos para a história da luta armada em Portugal. Consultado em 22 de março de 2022
5. ↑  «Vigília da Capela do Rato». RTP. Consultado em 22 de março de 2022
6. ↑  Carvalho, Paula Torres de. «Morreu Jorge Fagundes, advogado revolucionário». PÚBLICO. Consultado em 22 de março de 2022
7. ↑  «Manifesto PRP-BR». Consultado em 2 de Maio de 2020
8. ↑  VARELA, Raquel (2014). História do Povo na Revolução Portuguesa - 1974-75. Lisboa: Bertrand Editora
9. ↑  «"O Partido e a Organização Autónoma" - Brochura PRP-BR». Consultado em 2 de Maio de 2020
10. ↑  «Autocolantes de propaganda do PRP»
11. ↑  «Manifesto CRT»
12. ↑  «Comunicado do Secretariado Nacional Pró-CRTSMs de 21 de Junho de 1975»
13. ↑  Reed, Christopher (21 de Abril de 1975). «CRTSMs». The Guardian
14. ↑  «Informe do Secretariado Nacional Provisório Pró-CRTSM de Junho de 1975»
15. ↑  «Declaração da Comissão Central do PRP-BR de 31 de Agosto de 1975»
16. ↑  «Documento Guia da Aliança Povo-MFA»
17. ↑  «Documento do COPCON»
18. ↑  «Comunicados e cartazes da FUR»
19. ↑  «Manifesto da SUV»
20. ↑  Os S.U.V. em Luta, (manifestos, entrevistas e comunicados). Lisboa: [s.n.] 1975
21. ↑  «Documento dos Nove | Memórias da Revolução | RTP». Memórias da Revolução. Consultado em 6 de janeiro de 2022
22. ↑  «Documento do COPCON | Memórias da Revolução | RTP». Memórias da Revolução. Consultado em 21 de setembro de 2022
23. ↑  Memórias das Brigadas Revolucionárias na Web, consultado em 6 de janeiro de 2022
24. ↑  «Desvio de armas em Beirolas | Memórias da Revolução | RTP». Memórias da Revolução. Consultado em 6 de janeiro de 2022
25. ↑  Matos, Helena (14 de outubro de 2014). «Sons de Abril». RTP Arquivos. Consultado em 28 de março de 2022
26. ↑  “Manifesto”, Revolução, n.º 53, 14 de Novembro de 1975
27. ↑  «Desvio de armas em Beirolas»
28. ↑  «Passagem à clandestinidade das BR»
29. 1 2  Expresso, 25 de Junho de 1985, Revista p13
30. ↑  «Comunicado do Secretariado Político do PRP de 30 de Novembro de 1975»
31. 1 2  Proletariado, Partido Revolucionário do (1975). Manifesto contra a guerra civil : insurreição armada. [S.l.: s.n.] OCLC 255398800
32. 1 2 3 4 5  "Caso FP-25 de Abril" : Alegações Do Ministério Público. Lisboa: Ministério da Justiça. 1987
33. ↑  contributos25 (19 de abril de 2014). «Sobre o PRP-BR e as FP25 de Abril». Consultado em 6 de janeiro de 2022
34. ↑  «Assinatura do Acordo para a Força de Unidade Popular». Consultado em 6 de janeiro de 2022
35. ↑  «Comunicado do Secretariado Político do PRP, 29 de Março de 1976»
36. ↑  «Agente da PJ abatido a tiro por um marginal». Diário de Lisboa: 20. 21 de Março de 1978
37. 1 2  O Congresso em Síntese, Arquivo do Tribunal de Instrução Criminal de Lisboa, Processo 23 A/85 Forças Populares 25 de Abril
38. ↑  Unir, Organizar, Armar, o PRP durante o PREC, Ana Sofia Ferreira
39. ↑  «Judiciária faz contas com o PRP». Renascença Gráfica. Diário de Lisboa: 1. 21 de junho de 1978
40. ↑  Pereirinha, Sónia Simões, Tânia. «FP-25 de Abril. As bombas, as balas e os "inimigos a abater"». Observador. Consultado em 6 de janeiro de 2022
41. 1 2  Expresso, 20 de Dezembro de 1980 pg 1R a 9R
42. ↑  República, Assembleia Da (23 de novembro de 1979). «Amnistia de infracções de natureza política - Lei 74/79, de 23 de Novembro». Diários da República. Consultado em 21 de setembro de 2022
43. ↑  Martins, Filipa (2023). O dever de deslumbrar. Biografia de Natália Correia. [S.l.]: Contraponto
44. ↑  Expresso, 11 de Abril de 1981, Primeiro Caderno P9
45. ↑  «Homepage | Comissão Nacional de Eleições». www.cne.pt. Consultado em 6 de janeiro de 2022
46. ↑  Noronha do Nascimento (2021). «Símbolo mítico do 25 de Abril» (PDF). O Referencial